# Karl Van Camp
Karl Van Camp (Antwerpen, 1960) is een Vlaams architect en redacteur.

## Levensloop
Hij is de kleinzoon van Ferdinand Van Camp, actief in het Vlaamsche Front. 
Hij groeide op in de Antwerpse Seefhoek en doorliep zijn secundair onderwijs aan het Sint-Jan Berchmanscollege te Antwerpen. Vervolgens studeerde hij architectuur aan de Sint-Lucas Hogeschool te Brussel. Aldaar werd hij actief in het Nationalistische Studentenvereniging (NSV), waarvan hij de Brusselse afdeling mee oprichtte. Tevens werd hij omstreeks 1982 actief als studentencorrespondent van 't Pallieterke. 
Op 1 december 2010 werd hij aangesteld als hoofdredacteur van 't Pallieterke in opvolging van Leo Custers.